# 퀴스나흐트암리기 부두
퀴스나흐트암리기 부두(독일어: Küssnacht am Rigi)는 스위스 슈비츠주의 퀴스나흐트 시정촌에 있는 부두이다. 루체른 호수의 북동쪽 모서리에 위치하고 있으며, 루체른호 해운에서 서비스를 제공한다. 퀴스나흐트암리기역에서 남동쪽으로 약 1km 떨어져 있다.

## 운행편
2020년 12월 시간표 변경에 따라 다음 서비스가 퀴스나흐트 암 리기에서 정선한다.
- 루체른호 해운 : 여름철에는 루체른 역부두까지 하루에 3번 왕복한다.